# Børnecancerfonden
Børnecancerfonden er en dansk fond, som har forskning i diagnostik og behandling af kræftsygdomme hos børn, samt støtte til deres pårørende som formål. 
Fonden blev stiftet i 1995 af overlæge Henrik Hertz, der i cirka 40 år arbejdede på Rigshospitalets børneafdeling. I 2014 stiftede fonden et legat på 250.000 kr. i Hertz's navn, som hvert år uddeles til "en forsker eller forskningsgruppe, der kan dokumentere særlige forskningsresultater eller særligt perspektivrige forskningsprojekter indenfor børnecancerområdet.". Fonden uddelte i 2015 47,2 mio kr til støtte af projekter. Fondens leder Marianne Benzon Nielsen (afløste Kirsten Holm) fik i November 2016 Ledernes pris "Årets Leder".